# Tina Anselmi - Una vita per la democrazia
(Tina Anselmi)
Tina Anselmi - Una vita per la democrazia è un film per la televisione del 2023 diretto da Luciano Manuzzi e dedicato alla figura di Tina Anselmi, politica, partigiana e prima donna ad aver ricoperto la carica di ministro della Repubblica Italiana.

## Trama
1944. Dopo aver assistito all'eccidio nazifascista di Bassano del Grappa, la diciassettenne Tina Anselmi decide di entrare nella Resistenza Italiana e si unisce alla brigata Cesare Battisti con il nome di Gabriella. Come primo incarico le viene affidata una ricetrasmittente da consegnare a Treviso, ma una ruota della sua bicicletta si buca e Tina è costretta a chiedere un passaggio a un gruppo di soldati tedeschi, che per fortuna non le ispezionano la borsa.
25 aprile 1945. Il Comitato di Liberazione Nazionale Alta Italia proclama la dissoluzione dello stato fascista: l'Italia è libera. Pochi giorni dopo, a Castelfranco Veneto, la brigata ordina agli ultimi nazisti rimasti di non bruciare il paese, né prendere ostaggi, né compiere rappresaglie; in cambio garantiscono che mentre lasceranno la zona nessun partigiano li attaccherà.
Il 2 giugno 1946, in seguito ai risultati del referendum istituzionale per determinare la forma di Stato a seguito della fine della seconda guerra mondiale, nasce la Repubblica Italiana.
Castelfranco Veneto, 1948. Tina diventa sindacalista per difendere le operaie del settore tessile, che vengono sfruttate, e offre loro l'opportunità di aumentare il loro livello di istruzione (dato che molte sono o analfabete o hanno solo la licenza elementare); intanto aderisce alla Democrazia Cristiana.
Roma, 1959. L'onorevole Aldo Moro, colpito dalla passione scaturita dai discorsi di Tina, le chiede di unirsi al Parlamento, e quindi trasferirsi nella Capitale.
Terzo Governo Andreotti, 1976. Tina diviene la prima donna ad essere nominata Ministro nella storia della Repubblica Italiana, impegnandosi sulle pari opportunità tra uomo e donna sul lavoro.
Il 13 marzo 1978, Tina diventa Ministro della Sanità nel Quarto Governo Andreotti. Moro sembra particolarmente preoccupato, tanto da dire a Tina che «pochi si rendono conto che siamo sull'orlo di un baratro». Il 16 marzo, giorno in cui si sarebbe dovuta votare la fiducia, si verifica l'agguato di via Fani, un attacco terroristico compiuto da militanti delle Brigate Rosse fatto per rapire Moro. Pur dispiacendosene, Tina si trova a concordare con chi è contrario che lo Stato tratti con le Brigate Rosse, qualunque sia il motivo. Purtroppo, il 9 maggio il corpo di Moro viene rinvenuto nei pressi di via delle Botteghe Oscure in una Renault 4 rossa.
Il 1º luglio 1980, la riforma sanitaria voluta da Tina, che si basa sul principio della tutela della salute come bene imprescindibile e fruibile da parte di tutta la comunità, entra in vigore.
Parlamento italiano, 1981. Tina viene nominata da Nilde Iotti come Presidente della Commissione parlamentare d'inchiesta sulla loggia massonica P2 del faccendiere Licio Gelli, nei cui elenchi sono presenti nomi di magistrati, ministri, editori, generali e politici («tutti amabilmente riuniti in una Loggia segreta, uno Stato nello Stato»).
Roma, 10 maggio 1984. Tina porta una copia della relazione al Presidente della Repubblica Sandro Pertini, dicendogli che non verrà fatto nulla se non verrà approvata, e che si tratta di qualcosa di proporzioni tali che ne usciranno o tutti vincenti o tutti perdenti.

## Ascolti
Trasmesso in prima visione e in prima serata su Rai 1 martedì 25 aprile 2023, in occasione della Festa della Liberazione, il film ha totalizzato 2 878 000 telespettatori pari al 16,1% di share.